# Stara Synagoga w Łapach
Uzasadnienie:  Mnożenie zbędnych bytów. Z artykułu wynika, że jest to po prostu wcześniejsza forma tego co mamy opisane w innym artykule.
Stara Synagoga w Łapach – pierwszy, prawdopodobnie drewniany dom modlitwy, który znajdował się w Łapach.
Synagoga została założona pod koniec XIX lub na początku XX wieku w prywatnym mieszkaniu. Po wybudowaniu nowej synagogi krótko przed I wojną światową dom modlitwy został zlikwidowany.